# Île Raspberry (Wisconsin)
L'île Raspberry (Raspberry Island) est l'une des îles des Apôtres du lac Supérieur, dans le Nord du Wisconsin.
L'île fait partie de l'Apostle Islands National Lakeshore , une aire protégée gérée par le National Park Service des États-Unis. Il est situé dans la ville de Russel dans le comté de Bayfield.
Le phare de Raspberry Island est situé sur l'île. L'île Raspberry est la seule des îles Apôtres qui ne possède pas de cerfs. Le phare a été rénové en 2006 par le National Park Service et a coûté plus d'un million de dollars. Il était autrefois habité par un gardien, sa fille et son épouse et son assistant. Bien que la famille des gardiens des phares possédait à l'origine des chevaux, des vaches et des porcs, ils n'en ont plus dorénavant. Il y a un petit jardin historique près du phare qui est entretenu par les US Boy Scouts de Bayfield. L'île ne possède pas de framboises sauvages (Raspberry), mais la famille des gardiens les cultivait.

## Galerie

Localisation des îles des Apôtres
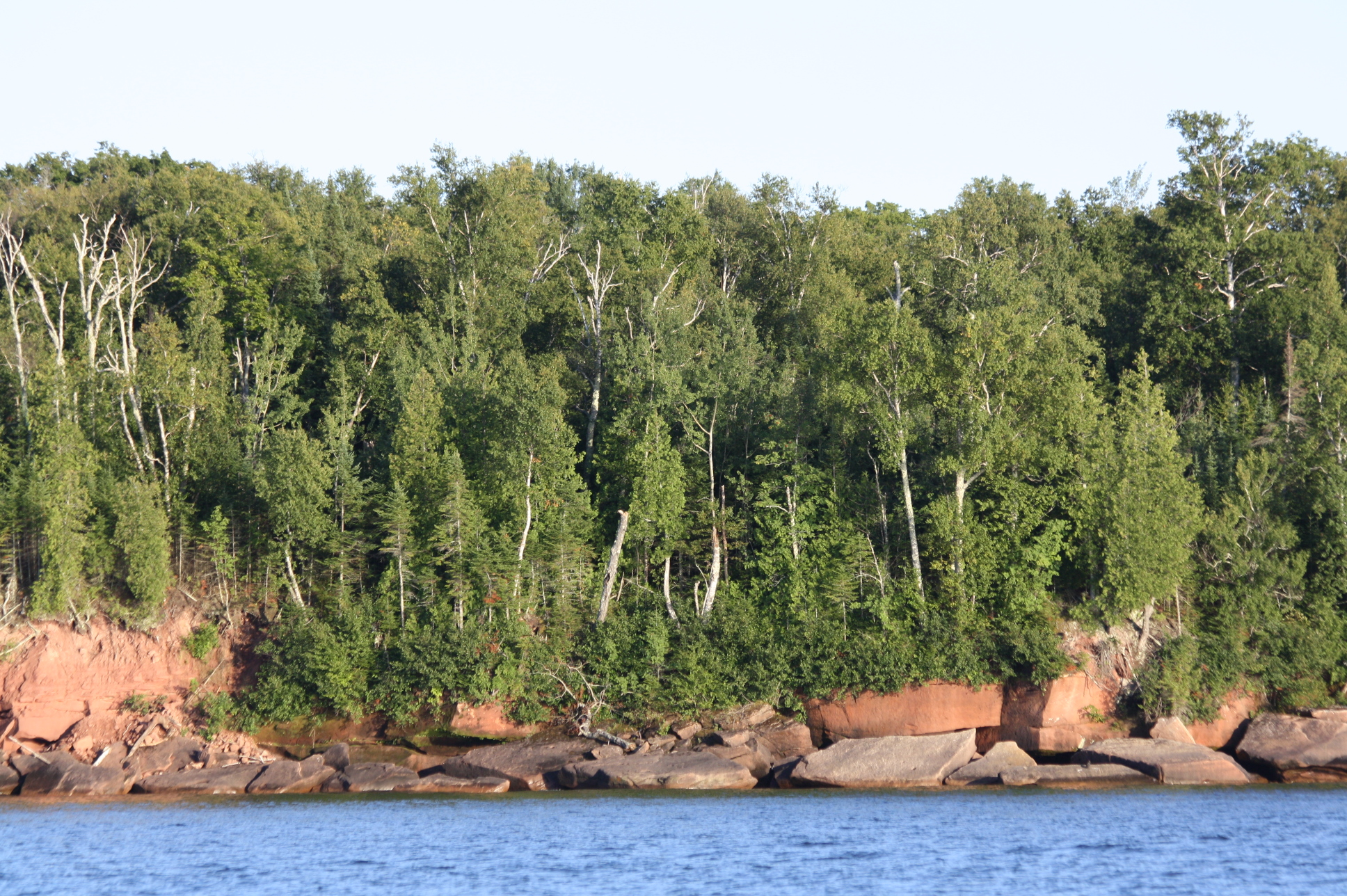
La végétation littorale
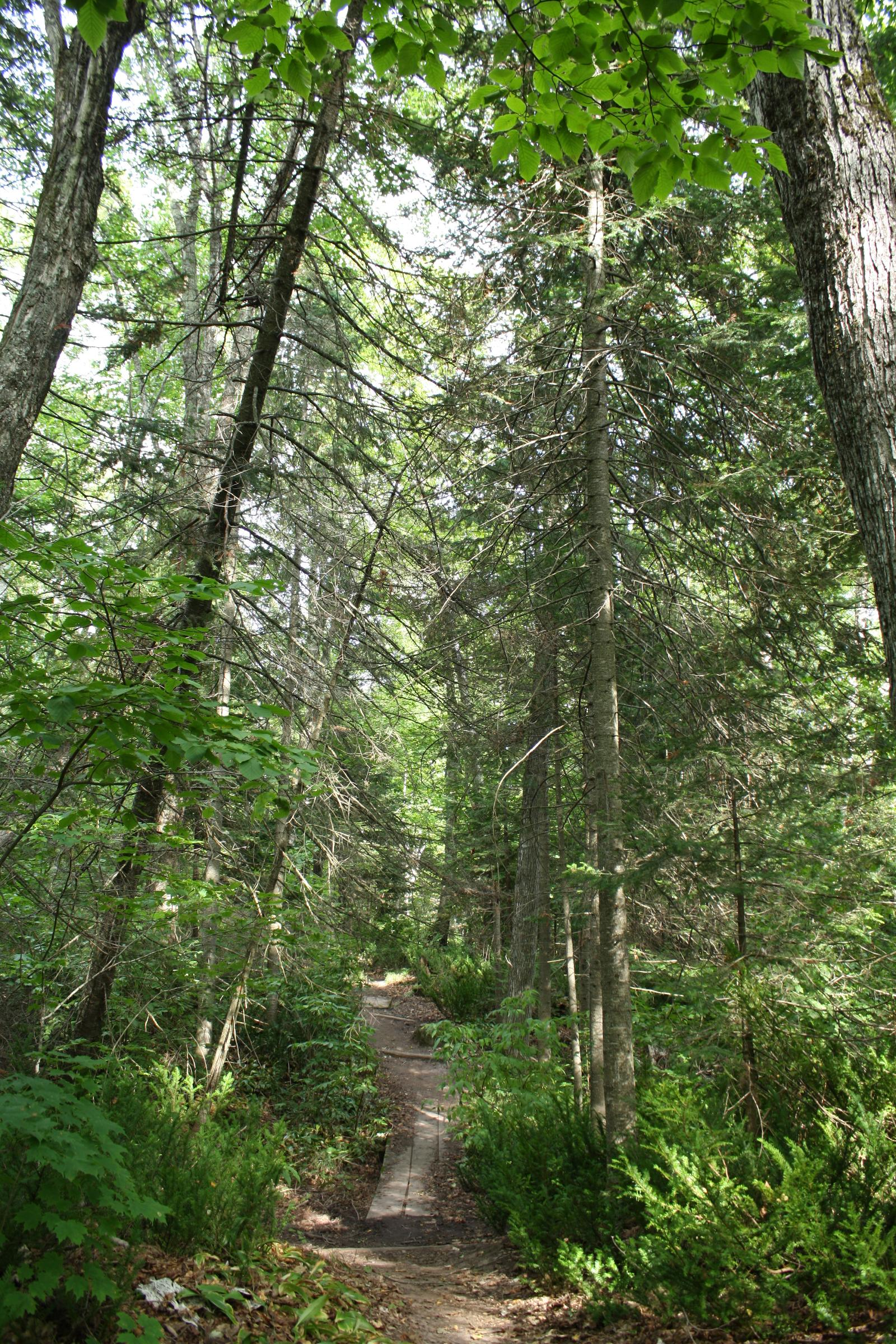
Un chemin d'accès